# The First Slam Dunk
The First Slam Dunk (ザ・ファーストスラムダンク, Za Fāsuto Suramu Danku, litt. « Le Premier Slam Dunk ») est un film d'animation japonais. Il est réalisé par Takehiko Inoue et produit par Toei Animation et Dandelion Animation Studio, sorti en décembre 2022 au Japon. Le film est basé sur le manga de sport Slam Dunk de Takehiko Inoue.
En 2023, The First Slam Dunk a remporté le prix de l'Académie japonaise de l'animation de l'année. Le film a rapporté plus de 264 millions de dollars dans le monde, devenant le cinquième film japonais le plus rentable de tous les temps.

## Synopsis
Ryota Miyagi, le meneur de l'équipe de basket-ball du lycée Shohoku, avait un frère, Sota, qui avait trois ans de plus que lui, et qui a inspiré son amour pour le basket-ball. Ryota et ses coéquipiers Hanamichi Sakuragi, Takenori Akagi, Hisashi Mitsui et Kaede Rukawa défient les champions de basket-ball inter-lycées de Sannoh.

## Distribution
| Personnage                                         | Doubleur            | Doubleur français    |
| -------------------------------------------------- | ------------------- | -------------------- |
| Ryota Miyagi (宮城 リョータ, Miyagi Ryōta)         | Shugo Nakamura      | Maxime Van Santfoort |
| Hisashi Mitsui (三井 寿, Mitsui Hisashi)           | Jun Kasama          | Maxime Donnay        |
| Kaede Rukawa (流川 楓, Rukawa Kaede)               | Shin'ichiro Kamio   | Pierre Lognay        |
| Hanamichi Sakuragi (桜木 花道, Sakuragi Hanamichi) | Subaru Kimura       | Philippe Allard      |
| Takenori Akagi (赤木 剛憲, Akagi Takenori)         | Kenta Miyake        | Jean-Michel Vovk     |
| Haruko Akagi (赤木 晴子, Akagi Haruko)             | Maaya Sakamoto      |                      |
| Kiminobu Kogure (木暮 公延, Kogure Kiminobu)       | Ryota Iwasaki       | Alexandre Crépet     |
| Yohei Mito (水戸 洋平, Mito Yōhei)                 | Chikahiro Kobayashi |                      |
| Nozomi Takamiya (高宮 望, Takamiya Nozomi)         | Masafumi Kobatake   | Thierry Janssen      |
| Chuichirou Noma (野間 忠一郎, Noma Chūichirō)      | Kenichirō Matsuda   |                      |
| Ayako (彩子, Ayako)                                | Asami Seto          | Audrey D'Hulstère    |
| Mitsuyoshi Anzai (安西 光義, Anzai Mitsuyoshi)     | Katsuhisa Hōki      | Benoît Van Dorslaer  |

## Production

### Pré-production
En 2003, Toshiyuki Matsui, un producteur de Toei Animation, s'est approché du bureau d'Inoue pour lui demander s'il était prêt à faire un film Slam Dunk qui continuerait l'histoire là où l'anime télévisé s'était arrêté. Cela était dû à la réception populaire du coffret DVD de l'anime ; cependant, l'offre a été rejetée. Six ans plus tard, en 2009, le bureau d'Inoue a approché Matsui pour envoyer une proposition concernant le projet. Ensuite, Matsui a réuni une équipe dirigée par Naoki Miyahara et Toshio Ohashi qui, sur une période de près de cinq ans, a développé des vidéos prototypes de proposition de l'apparence visuelle pouvant être créées à l'aide de 3DCG, car il semblait plus réaliste de déplacer le grand nombre de personnages ensemble sur le terrain de basket plus qu'une animation 2D dessinée à la main. Le deuxième prototype, qui coûtait presque autant qu'un film entier, a été rejeté, parce qu'il s'éloignait loin de la vision d'Inoue et n'évoquait pas que les personnages étaient "vivants". Le troisième prototype, qui devait être le dernier, combinait 3DCG avec animation 2D, et c'est la version qui a posé l'infrastructure pour le travail d'Inoue en tant que réalisateur. En décembre 2014, lors d'un dîner avec Matsui, Inoue donne son feu vert au film. Matsui a alors suggéré qu'Inoue écrive le scénario et réalise, car il était la personne à qui on faisait le plus confiance pour le dialogue des personnages, leur apparence et leur expression visuels. Après qu'Inoue a accepté, il a commencé à travailler sur le scénario en janvier 2015. En 2018, les travaux sur la capture de mouvement et les modèles ont commencé.

### Développement
Le 6 janvier 2021, Inoue a soudainement annoncé sur son compte Twitter que le film était en production. Puis, le 13 août 2021, Inoue s'est révélé être le scénariste et réalisateur du film, ainsi que d'autres membres de l'équipe de production tels qu'Yasuyuki Ebara en tant que character designer / directeur d'animation et Naoki Miyahara, Katsuhiko Kitada, Toshio Ohashi, Yasuhiro Motoda, Fumihiko Suganuma et Haruka Kamatani en tant que directeurs de séquence. Le 1er juillet 2022, cinq nouvelles affiches de personnages ont été installées dans les cinémas du Japon, où la date de sortie du 3 décembre 2022 et le titre The First Slam Dunk ont été officiellement informés. Le site officiel du film a organisé des entretiens avec plusieurs membres du personnel de production, où ils ont partagé leur contribution au film et les demandes d'Inoue pour le film. Selon le concepteur de personnages / directeur général de l'animation Yasuyuki Ebara, Inoue voulait que les conceptions des personnages suivent ses illustrations récentes présentées dans les nouveaux volumes de l'édition shinsōban de Slam Dunk publiés en 2018, au lieu des conceptions plus anciennes du manga. Le directeur artistique du film Kazuo Ogura et le concepteur de couleurs Shiori Furusyo ont déclaré qu'Inoue voulait exprimer le monde du manga en mouvement et, par conséquent, il voulait généralement utiliser des couleurs désaturées. En outre, ils ont mentionné que le film est un mélange de 3DCG pour les scènes de basket-ball et d'animation 2D dessinée à la main pour les scènes de la vie quotidienne. Ainsi, le film essaie d'apporter le meilleur des deux mondes. Sur cette note, le directeur de CGI, Daiki Nakazawa, a déclaré la même chose, mais a mentionné qu'il existe des scènes de basket-ball en 2D où les animateurs ont utilisé la capture de mouvement comme référence pour représenter les mouvements de basket-ball avec le plus de réalisme possible. Le film a également utilisé l'aide de joueurs de basket-ball professionnels pour revoir la façon dont le jeu était représenté. Interrogé sur sa raison de s'impliquer dans le film, Inoue a déclaré qu'il était encouragé par l'enthousiasme des personnes qui ont travaillé sur les versions prototypes et après avoir vu une bonne image du visage de Sakuragi, il a pensé que s'impliquer le rendrait encore bien mieux. Il a aussi déclaré que son travail principal en tant que réalisateur était de s'assurer que du sang est injecté dans les personnages et qu'ils prenaient vie. Il corrige et retouche des scènes, tant en 3D qu'en 2D, et dessine de multiples scénarimages pour le film. Quant à ses objectifs concernant l'histoire, il a mentionné qu'il souhaitait que le film soit un nouveau regard sur Slam Dunk, d'un nouveau point de vue, où au lieu de se concentrer sur un protagoniste aux possibilités infinies et au grand potentiel, il voulait se concentrer sur la perspective de vivre avec la douleur et de la surmonter. Par conséquent, il a choisi le titre The First Slam Dunk, car il s'agit d'un film qui souhaite que le public connaissant l'histoire la vive comme si c'était sa première fois, et que ceux qui ne la connaissent pas en fassent leur première expérience Slam Dunk. Au sujet du changement des Seiyū, il a déclaré que s'il leur avait demandé de revenir, il leur aurait demandé de jeter leur perception et leur compréhension des personnages qu'ils ont cultivée professionnellement au fil des ans, ce qu'il ne pouvait pas faire. Avec les nouveaux doubleurs, il a mis l'accent sur la qualité de leurs voix naturelles plus que sur leurs talents d'acteur,,,.

## Musique
- Chanson thème d'ouverture : "Love Rockets" par The Birthday[9].
- Chanson thème de fin : "Dai Zero Kan" par 10-Feet[9].

## Sortie
La première bande-annonce du film est sortie le 7 juillet 2022; et une bande-annonce complète est sortie le 4 novembre 2022. Le film est sorti en salles au Japon par Toei Company le 3 décembre 2022, à travers des projections régulières et IMAX,,. Aux Philippines, le film est sorti par Pioneer Films le 1er février 2023. Le film a également eu plusieurs versions doublées localement dans des régions d'outre-mer, telles qu'Hong Kong, la Corée du Sud et Taïwan. Le film sortira au Royaume-Uni, en Irlande et à Malte au troisième trimestre 2023 par Anime Limited et Toei Animation Europe. Il est sorti également en salles aux États-Unis et au Canada le 28 juillet 2023 par GKIDS,. En France, le film est sorti le 26 juillet 2023.

## Accueil

### Réception critique
Pour Eklecty-City, The First Slam Dunk est « une adaptation réussie du chef-d’œuvre de Takehiko Inoue, Slam Dunk » et décrit le long-métrage comme « un film poignant et riche qui ne laisse clairement pas indifférent ».

### Box office
En 2023, The First Slam Dunk avait rapporté plus de 264 millions de dollars dans le monde; dont plus de 14,84 milliards de yens (106,4 millions de dollars) au Japon,. C'est le cinquième film d'animation japonais le plus rentable de tous les temps. Au Japon, le film a fait ses débuts au numéro un au box-office, rapportant 1,296 milliard de yens (9,5 millions de dollars) au cours de ses deux premiers jours. Le film est resté à la première place lors de ses deuxième et troisième week-ends, rapportant 825 millions de yens (6 millions de dollars) et 547 millions de yens (3,99 millions de dollars),,.
En Corée du Sud, le film a vendu 3,8 millions de billets et a rapporté plus de 30,38 millions de dollars en mars 2023, dépassant Your Name pour devenir le film d'animation le plus rentable de tous les temps. En avril 2023, le film avait vendu plus de 4,5 millions de billets et rapporté plus de 35,5 millions de dollars en Corée du Sud. C'est le deuxième film le plus rentable de 2023 en Corée du Sud, dépassé seulement par un autre film d'animation, Suzume. En Chine, le film a dépassé un record de 56 millions de dollars, battant Super Mario Bros. le film. The First Slam Dunk a établi plusieurs records d'ouverture en Chine, y compris les préventes les plus élevées pour une importation animée. Son week-end d'ouverture IMAX de 38 millions de yens est également le plus élevé pour un film d'animation étranger en Chine. En avril 2023, il avait gagné 75,8 millions de dollars en Chine,,.

### Distinctions
The First Slam Dunk a reçu le prestigieux prix de l'Académie du Japon pour l'animation de l'année lors du 46e Japan Academy Prize en 2023,. Le film a remporté le Grand Prix au Festival international d'animation de Niigata en 2023. Toshiyuki Matsui, le producteur du film, a reçu le Grand Prix de la 42e édition des Fujimoto Awards pour son travail sur le film. Il remporte le prix du meilleur long métrage d'animation au 27e Festival international du film Fantasia en 2023.